# أموت مرتين وأحبك (فلم)
أموت مرتين وأحبك  فيلم دراما سوري من سلسلة أفلام الفنانة السورية إغراء. تم عرضه سنة 1976 إخراج جورج لطفي الخوري وتأليف عبد العزيز هلال.
- إنتاج: الغانم للسينما - دمشق/ سوريا
- قصة: عبد العزيز هلال
- موسيقى: سهيل عرفة
- إخراج:
- تصوير: جورج لطفي الخوري

تمت العمليات الفنية المؤسسة العامة للسينما دمشق

## قصة الفيلم
الفيلم يروي قصة فتاة جميلة ووزوجها العامل البسيط (ناجي جبر) الذي يعمل في أحد مكاتب العقار المسؤولة عن إدارة المنازل والقصور. يتعرف الروج على رجل ثري (عمر خورشيد) عندما يتولى إيجار شقته الفارهة التي تثير دهشته. يستغل الزوج خلو الشقة وعدم تأجيرها ويمضي ليلة رومانسية مع زوجته في هذه الشقة دون علم صاحبها الذي يأتي بالصدفة إلى شقته ويجد الزوجين في بيته فتتعقد الأمور وتذهب القصة في اتجاه مختلف تمامًا.

## بطولة وتمثيل
- إغراء
- ناجي جبر
- عمر خورشيد
- نجاح حفيظ
- عبد اللطيف فتحي
- احمد أيوب
- ميليا فؤاد
- عدنان دعبول
- أنور مرابط
- قمر مرتضي

## روابط خارجية
- مقالات تستعمل روابط فنية بلا صلة مع ويكي بيانات